# Nacionalidad catarí
La nacionalidad catarí o ciudadanía catarí es el vínculo civil basado en Ius sanguinis. Los ciudadanos cataríes disfrutan de libertad de movimiento entre otros Estados miembros del Consejo de Cooperación del Golfo.
Los niños nacidos en Catar. de padres desconocidos son ciudadanos de Catar por nacimiento.

## Por naturalización
Los extranjeros pueden obtener la ciudadanía si cumplen las siguientes condiciones:
- Residencia legal en el Estado de Catar por no menos de 25 años consecutivos antes de solicitar la ciudadanía.
- Disponibilidad de medios legítimos para ganarse la vida y satisfacer sus necesidades.
- Buena conducta y comportamiento, además de ausencia de condena previa por sentencia firme en un delito de deshonra o desconfianza, ya sea dentro o fuera de Catar.
- Buen conocimiento del idioma árabe.

## Doble nacionalidad
Catar no reconoce la doble nacionalidad. Tener otra ciudadanía puede dar lugar a la revocación de la ciudadanía catarí.